# برنت بروك (تشيشير)
برنت بروك (بالإنجليزية: Barnett Brook)‏ هي قرية تقع في المملكة المتحدة في شمال غرب إنجلترا.